# Iglesia de Santa María (Orlamünde)
La iglesia de Santa María, en el pequeño pueblo de Orlamünde, está situada en Turingia, entre las ciudades de Jena y Rudolstadt.

## Historia
Esta iglesia fue originalmente construida probablemente en el siglo XI por los condes de Orlamünde. Era la iglesia principal de la zona.  La parte baja de la torre, data del siglo XII y su remate (chapitel bulboso) en 1651.
Antes de la Reforma protestante, la iglesia dependía de la de Todos los Santos en Wittenberg. 
En 1523, llegó como pastor el reformador Andreas  Bodenstein (Karlstadt) e introdujo la reforma, suprimiendo las imágenes. Pero sus diferencias con Martín Lutero motivaron que tuviera que abandonarla en 1524. En 1989, se colocó delante de la iglesia, un  monumento en recuerdo de Karlstadt .

## La nave
La nave fue reconstruida entre los años 1767-1768. El órgano es del año 1782. En el lado sur se encuentra la Sacristía y en el lado norte, el Monumento a los Caídos en la Segunda Guerra Mundial. La pila Bautismal es de la Edad MediaDe las cuatro campanas de bronce, la más pequeña data del siglo XIV.